# Geranomyia parilis
Geranomyia parilis är en tvåvingeart som först beskrevs av Alexander 1946.  Geranomyia parilis ingår i släktet Geranomyia och familjen småharkrankar. Inga underarter finns listade i Catalogue of Life.